# Nigel Donohue
Nigel Donohue (Leigh, 20 de diciembre de 1969) es un deportista británico que compitió en judo. Ganó cuatro medallas en el Campeonato Europeo de Judo entre los años 1990 y 1996.
Participó en dos Juegos Olímpicos de Verano en los años 1992 y 1996, su mejor actuación fue un séptimo puesto logrado en Atlanta 1996 en la categoría de –60 kg.

## Palmarés internacional
| Campeonato Europeo | Campeonato Europeo       | Campeonato Europeo | Campeonato Europeo |
| Año                | Lugar                    | Medalla            | Categoría          |
| ------------------ | ------------------------ | ------------------ | ------------------ |
| 1990               | Fráncfort (RFA)          | Medalla de plata   | –60 kg             |
| 1993               | Atenas (Grecia)          | Medalla de bronce  | –60 kg             |
| 1995               | Birmingham (Reino Unido) | Medalla de oro     | –60 kg             |
| 1996               | La Haya (Países Bajos)   | Medalla de plata   | –60 kg             |